# ویکتوریا وینگ
ویکتوریا وینگ (انگلیسی: Viktoria Winge؛ زادهٔ ۵ مارس ۱۹۸۰) هنرپیشه اهل نروژ است.